# Leonard Woolf
Leonard Sidney Woolf (Londra, 25 novembre 1880 – Rodmell, 14 agosto 1969) è stato uno scrittore, editore, giornalista e teorico politico britannico.

## Biografia
Woolf nacque a Londra da famiglia ebrea. Fu il terzo di dieci figli del consigliere della regina e barrister (avvocato e magistrato di alto livello, nel sistema giuridico basato sul common law) Solomon Rees Sidney Woolf e Marie de Jongh.
Dopo la morte del padre nel 1892, Woolf fu mandato alla Arlington House School vicino a Brighton, nel Sussex. Dal 1894 al 1899 frequentò la St. Paul's School e nel 1899 vinse una borsa di studio al Trinity College di Cambridge, dove fu eletto tra gli Apostoli di Cambridge. Nel 1902, dopo aver conseguito il titolo, rimase per un altro anno a studiare per gli esami del servizio civile.
Nell'ottobre del 1904, Woolf si trasferì a Ceylon (Sri Lanka) per diventare cadetto nel servizio civile di Ceylon, a Jaffna e in seguito a Kandy; nell'agosto del 1908 fu nominato assistente del governo nella provincia meridionale, dove amministrò il distretto di Hambantota. Tornato in Inghilterra a maggio del 1911 per un anno di ferie, invece, si dimise all'inizio del 1912 e lo stesso anno sposò Virginia Stephen.
Nel 1913 pubblicò il suo primo racconto The Village and the Jungle, basato sul suo periodo trascorso in Sri Lanka e nel 1914 Wise Virgins; continuò in seguito a scrivere e pubblicare libri con cadenza più o meno biennale.
Con l'introduzione della coscrizione nel 1916, durante la prima guerra mondiale, Woolf fu respinto dal servizio militare per motivi medici, e si dedicò alla politica e alla sociologia. Si unì al Partito laburista e alla Fabian Society e divenne regolarmente un contributore per la rivista politico-culturale New Statesman. Nel 1916 scrisse al governo internazionale proponendo l'istituzione di un'agenzia internazionale per il rispetto della pace nel mondo.
Nel frattempo la salute mentale della moglie peggiorò e Woolf dedicò molto del suo tempo a prendersi cura di lei (lui stesso soffriva di depressione).
Nel 1917 i Woolf acquistarono una piccola macchina da stampa a mano e con essa fondarono la Hogarth Press. Il loro progetto iniziale era un opuscolo rilegato da loro stessi, ma nel giro di dieci anni la stamperia divenne una casa editrice su vasta scala, pubblicando i romanzi di Virginia, i trattati di Leonard e, tra le altre opere, la prima edizione di The Waste Land di Thomas Stearns Eliot; in seguito pubblicherà anche i lavori di autori famosi come Sigmund Freud e James Joyce. Woolf continuò come direttore principale della casa editrice fino alla morte.
Nel 1919 Woolf divenne direttore dell'International Review e curò la sezione internazionale della rivista Contemporary dal 1920 al 1922. Direttore della sezione letteraria di The Nation (1923-39), fondatore con la moglie e editore di The Political Quarterly (dal 1931 fino al 1959), fu per un certo periodo anche Segretario delle commissioni consultive del Partito laburista sulle questioni internazionali e coloniali.
Virginia Woolf si suicidò, il 28 marzo 1941, lasciando per il marito una breve ma intensa lettera di addio. Poco dopo Leonard si innamorò di un'artista sposata, Trekkie Parsons, con la quale avrà una relazione poco convenzionale e duratura (Trekkie passava spesso la settimana con Leonard e il fine settimana con suo marito. Andò in vacanza e assistette entrambi, separatamente. Scrisse molte lettere a Leonard quando erano divisi, pubblicate nel 1974 con il titolo Love Letters: Leonard Woolf e Trekkie Ritchie Parsons).
Nel 1960 Woolf rivisitò lo Sri Lanka, sorprendendosi per il calore dell'accoglienza ricevuta e di essere ancora ricordato. Nel 1964 Woolf accettò un dottorato onorario dall'allora nuova Università del Sussex e nel 1965 fu eletto membro della Royal Society of Literature.
Woolf pubblicò anche alcune opere autobiografiche: Sowing (1960), Growing (1961), Beginning Again (1964), Downhill all the Way (1966) e The Journey not the arrival matters (1969), dove descrive il suicidio della moglie e la loro vita insieme; morirà lo stesso anno della pubblicazione del libro.

## Opere (parziale)
- Socialism and Co-operation (1921)
- Hunting the Highbrow (1927), trad. it. A caccia di Intellettuali di Erminia Passannanti, Ripostes, Salerno, 1990.
- After the Deluge (1931)
- Principia Politica (1953)
- The Journey Not the Arrival Matters (1969), trad. it. La morte di Virginia di Paola Quarantelli, Edizioni Lindau, Torino, 2015.
- La mia vita con Virginia, traduzione di Ilide Carmignani, Prefazione di Marisa Bulgheroni, Milano, Serra e Riva, 1989, ISBN 978-88-779-8031-1.